# Súng xoay khóa nòng

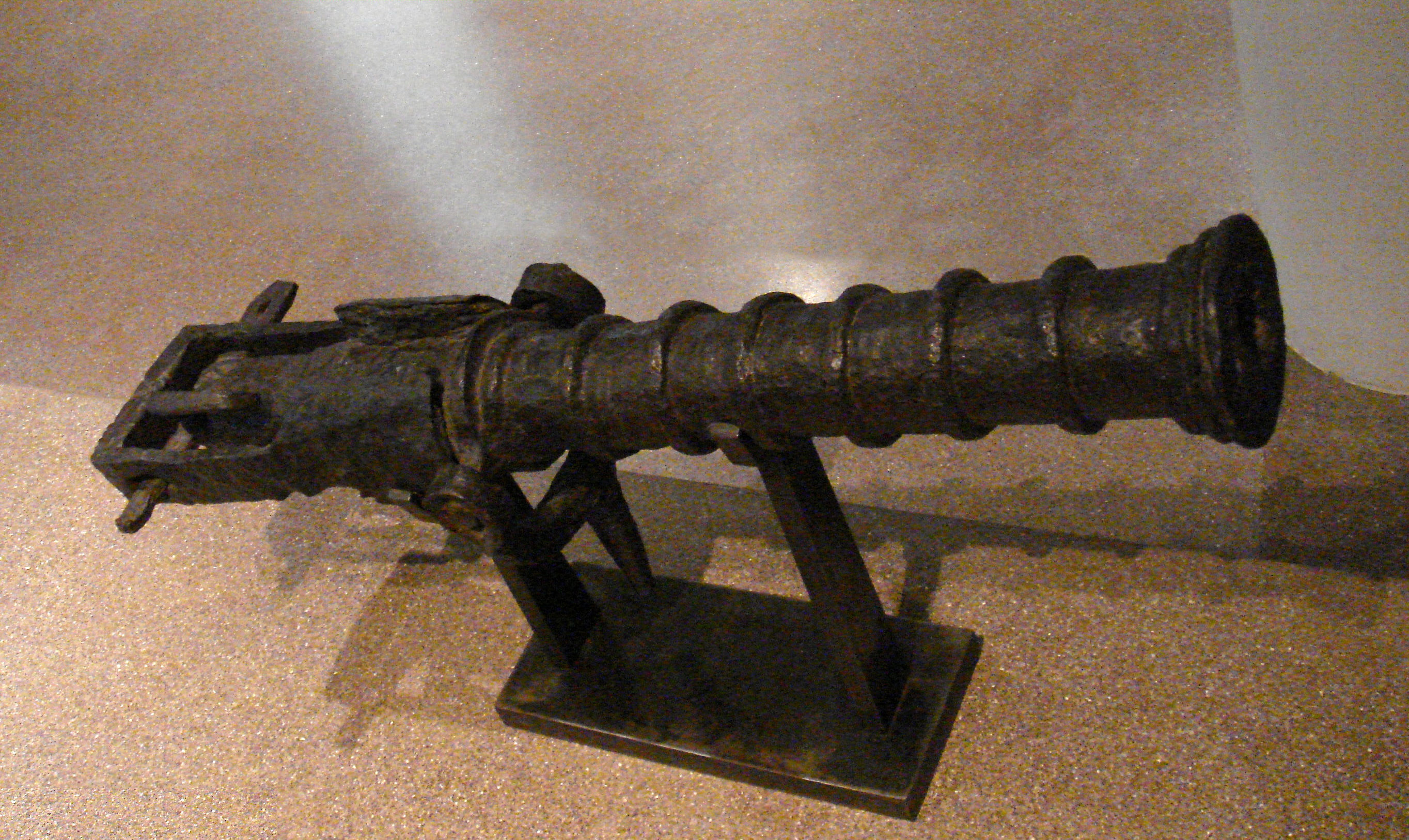
Một khẩu súng nòng xoay nạp hậu, được gọi là " Pierrier à boîte " trong tiếng Pháp, bằng sắt rèn, năm 1410. Chiều dài: 72 cm, cỡ nòng: 38 mm, trọng lượng: 41.190 kg.

Súng xoay khóa nòng là một dạng đặc biệt của súng xoay và pháo nạp hậu cỡ nhỏ được phát minh vào thế kỷ XIV. Nó được trang bị một khớp xoay để dễ dàng quay được và được nạp bằng cách lắp một nòng độc lập chứa sẵn thuốc súng và đạn gọi là khối nạp hậu. Nó có tốc độ bắn cao, do một số buồng súng được chuẩn bị sẵn cho phép súng bắn liên tiếp và đạt hiệu quả cao trong chiến đấu chống bộ binh. Loại vũ khí này được sử dụng rộng rãi ở các quốc gia Châu Âu, Châu Á và Châu Phi trong nhiều thế kỷ.

## Những nét đặc trưng

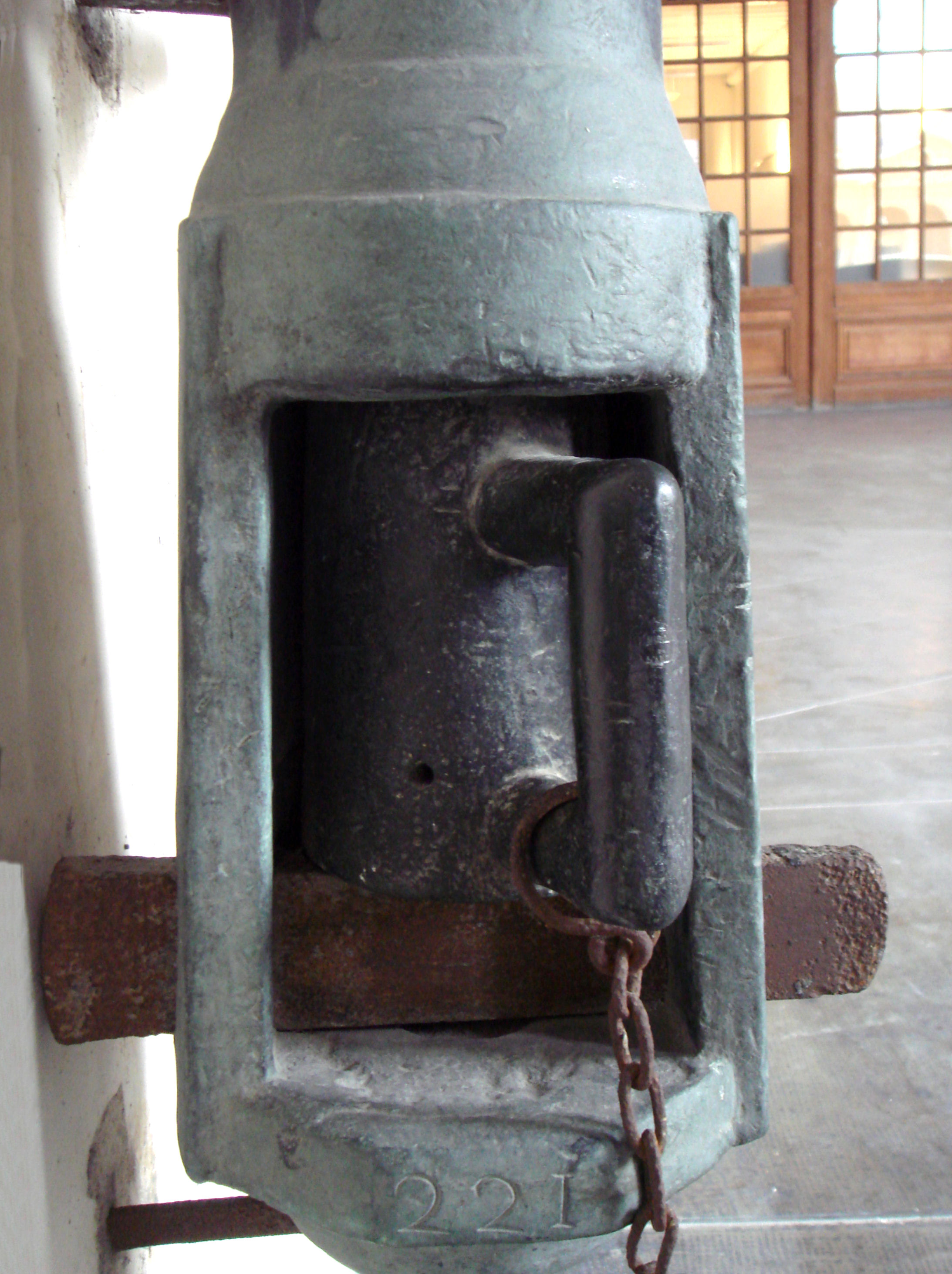
Súng xoay khóa nòng có nòng độc lập và lẫy để giữ cố định.

Mặc dù kiểu pháo có khóa nòng - tức là pháo sử dụng phương thức nạp hậu - luôn được xem là sự đổi mới hiện đại thuận tiện cho việc nạp đạn, súng xoay khóa nòng đã được phát minh từ sớm vào thế kỷ XIV, và được sử dụng trên toàn thế giới từ thế kỷ 16 trở đi, đặc biệt ở những quốc gia ngoài Châu Âu. Ở nhiều nơi, nó có nhiều danh xưng khác nhau, đôi khi là "Kẻ giết người", "Căn cứ", "Sling", "Port-Piece", và "Serpentine" trong tiếng Anh; :368-369 "Pierrier à boîte" bằng tiếng Pháp; "Berço" trong tiếng Bồ Đào Nha; "Verso" trong tiếng Tây Ban Nha; " Prangi " trong tiếng Thổ Nhĩ Kỳ; :143 " Kammerschlange " (lit. "rắn buồng", đúng nghĩa là "chim ưng thắt lưng") trong tiếng Đức; "Phật Lang Cơ" (佛郎机, trong tiếng Thổ Nhĩ Kỳ "Prangi" hoặc tiếng Sát Hợp Đài "Farangi"),  :143 "Phật Lang Cơ súng"  :348-349 (佛郎机铳, Prangi hoặc Farangi súng),  :143 "Phật Lãng Cơ pháo" (佛朗机炮, pháo Bồ Đào Nha) bằng tiếng Trung; "Bulang-kipo" ("불랑기포 [佛郞機砲]") bằng tiếng Hàn; "Furanki" (仏郎機砲, "Frankish gun") hoặc 子砲 ("Tử pháo") trong tiếng Nhật; và "Bedil" hoặc "bḍil" (ꦧꦣꦶꦭ) trong tiếng Java. :238 và 247 Một số trong số chúng đã được sử dụng cho đến tận thế kỷ 20.
Súng xoay khóa nòng đã được phát triển từ rất sớm và được sử dụng kể từ năm 1336. Các khẩu súng được lắp vào với buồng chứa hình chiếc cốc chứa thuốc súng và đạn được nạp sẵn. Buồng chứa được đặt vào súng và được chặn bằng một cái nêm, sau đó tiến hành bắn. Do việc nạp thuốc súng và đạn được thực hiện từ trước và riêng biệt, nên súng nòng xoay nạp hậu là loại súng đạt tốc độ bắn cao trong thời đại của chúng. Mô tả ban đầu về một khẩu súng nòng xoay nạp hậu cho biết rằng trọng lượng của súng là 118 kilôgam (260 lb), được trang bị ba khoang để quay, mỗi khoang có khối lượng 18 kilôgam (40 lb), và bắn đạn có khối lượng 280 gam (9,9 oz). Loại súng này có một nhược điểm duy nhất, đó là buồng chứa đạn sử dụng lâu dài sẽ bị rò rỉ dẫn đến hư hỏng, tuy nhiên do có nhiều buồng đạn được chuẩn bị sẵn nên đã bù đắp được nhược điểm trên, do đó duy trì được tốc độ bắn nhanh. Súng xoay khóa nòng có thể bắn cả đạn đạn pháo xuyên phá các chướng ngại vật, hoặc đạn chùm chống bộ binh.

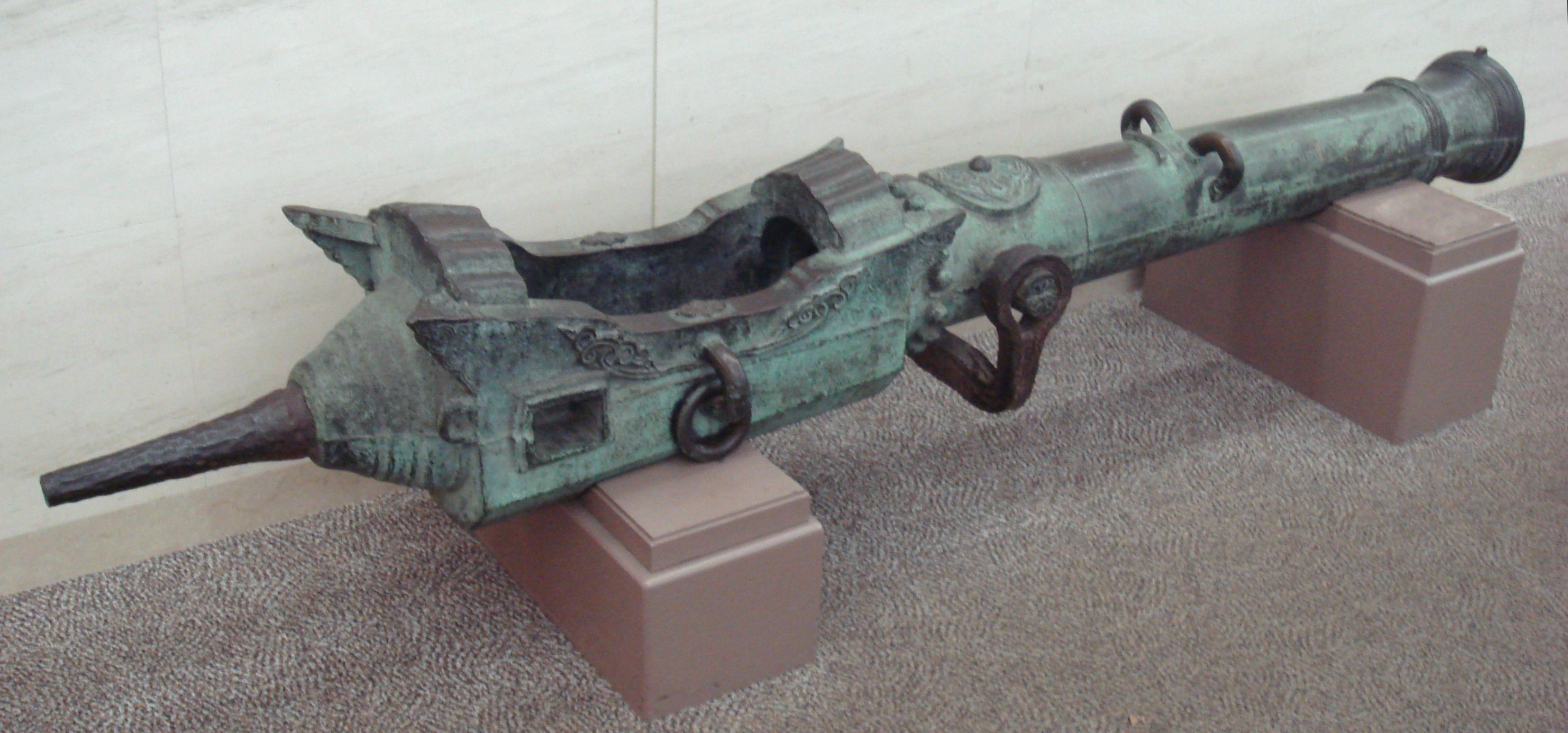
Một khẩu pháo xoay khóa nòng của Nhật Bản vào thế kỷ 16, do Ōtomo Sōrin thu được. Khẩu pháo này được cho là đúc ở Goa, Ấn Độ thuộc Bồ Đào Nha. Cỡ nòng: 95 mm, chiều dài: 2880 mm.

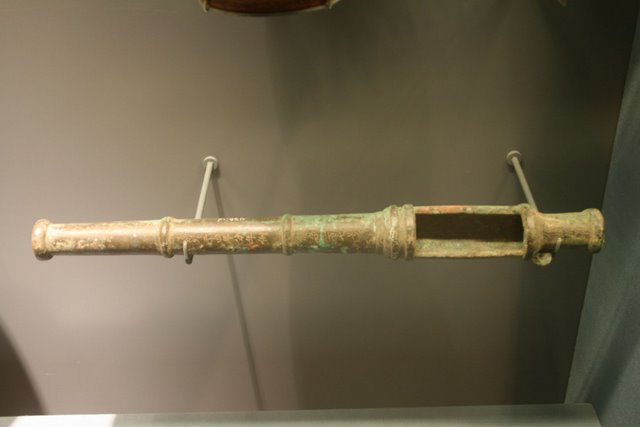
Một khẩu pháo đồng thời Minh với nòng mở.

Trong suốt thời kỳ Trung Đại, súng xoay khóa nòng được người châu Âu phát triển như là phương án thay thế cho những khẩu pháo đồng nạp tiền vô cùng đắt đỏ, do đồng có chi phí đắt hơn nhiều so với sắt. Do gang về mặt công nghệ thời điểm đó chưa phải là phương án khả thi để đúc pháo của người châu Âu, phương án khả dĩ duy nhất chính là sử dụng các thanh sắt rèn nối lại với nhau và được giữ lại bằng các vòng sắt. Với phương pháp này, thiết kế một khẩu pháo liền mạch vô cùng khó, và do đó cấu trúc với nòng pháo và buồng đạn độc lập được lựa chọn.

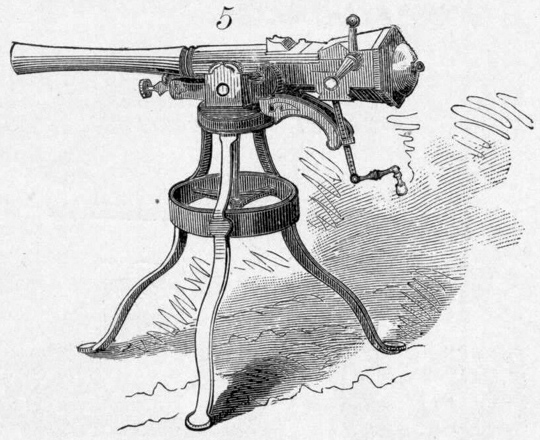
Pháo nòng xoay nạp hậu, do Gustavus Adolphus để lại tại Munich, 1632.

Vào khoảng năm 1500, người châu Âu đã học được phương pháp luyện gang, và chuyển đổi sản xuất pháo thành pháo bằng sắt liền mạch nạp tiền. Người Trung Hoa đã tiếp nhận công nghệ chế tạo vũ khí này từ đầu thế kỷ XVI, cùng với đó là hạn chế việc chế tạo và sử dụng những khẩu pháo nạp tiền trước đây, do hiệu quả sử dụng trong tác chiến chống bộ binh, mà đối với người Trung Hoa lúc đó cảm thấy thích thú hơn sức mạnh xuyên phá của đại bác.
Việc sử dụng súng xoay khóa nòng ở châu Âu vẫn được tiếp tục, tuy nhiên ngay từ thế kỷ XVII, vũ khí này được sử dụng với những đặc điểm giống với súng máy hiện đại hoặc súng đa nòng mitrailleuse.

## Sử dụng

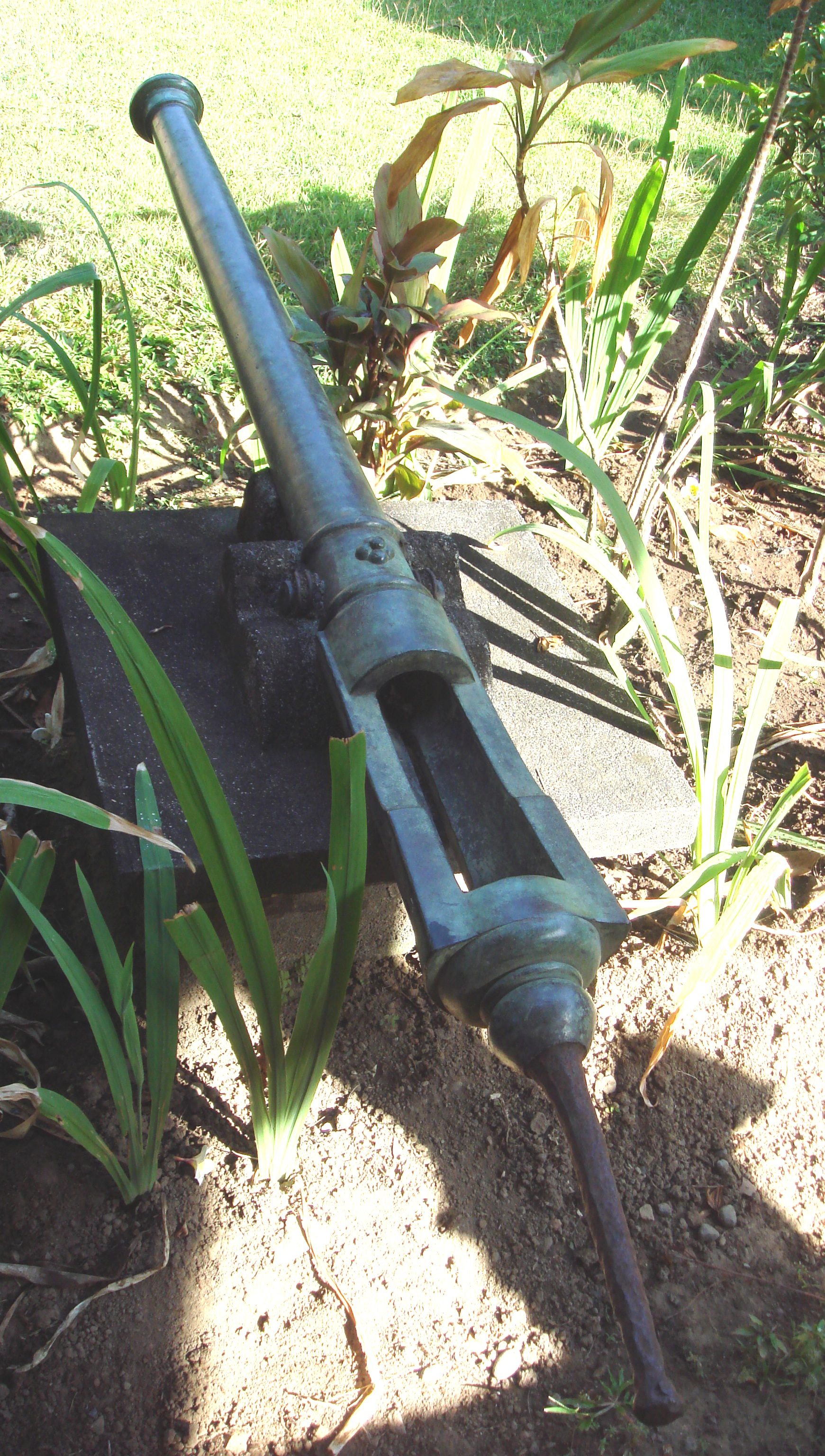
Súng xoay khóa nòng (Cetbang) trưng bày tại Bảo tàng Bali. Chiều dài: 1833 mm. Đường kính: 43 mm. Chiều dài của máy xới: 315 mm. Phần rộng nhất: 190 mm (ở vòng đế).

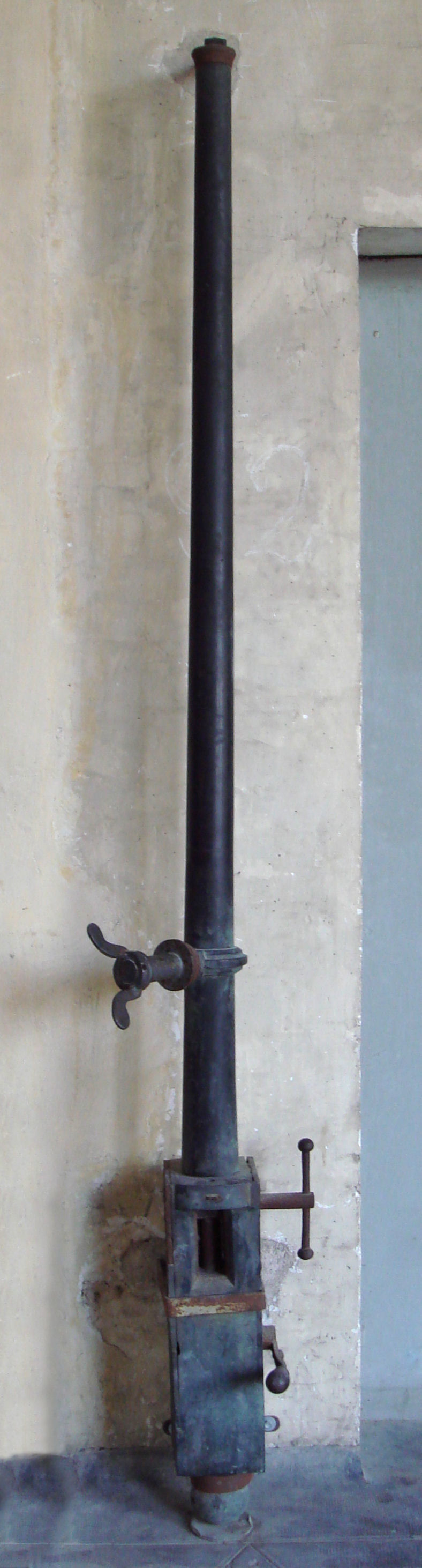
Súng xoay khóa nòng khương tuyến bằng thép sản xuất tại Hoa Kỳ, mang đến từ Madagascar sang Pháp năm 1898. Chiều dài 230 cm.

Súng xoay khóa nòng được lắp đặt ở mũi thuyền hoặc đuôi thuyền nhằm tạo lợi thế tác chiến đường thủy, ngoài ra do tốc độ bắn cao nên loại vũ khí này cũng được lắp đặt trong các công sự.
Những khẩu pháo nạp hậu đã được sử dụng trong cuộc chiến ở Majapahit (1336 - 1350). :57 Trước đó, người Java đã tiếp thu kỹ thuật thuốc súng từ chiến dịch xâm lăng của người Mông Cổ. Khẩu pháo đó được gọi là Cetbang và được chế tạo như một khẩu pháo cố định hoặc nòng xoay, được lắp trên các chiến thuyền hải quân Majapahit. Vào thời điểm các vương quốc khác trong quần đảo Nusantara chiến đầu bằng vũ khí lạnh trên bệ tàu Balai và khi có gắng tràn san thuyền của đối phương. Được nạp bằng những viên đạn có sức xuyên phá cao, Cetbang trở nên rất hiệu quả để chống lại kiểu giao chiến này.
Ở Trung Hoa và Nhật Bản, súng xoay khóa nòng được du nhập vào sau khi thủy sư nhà Minh đánh bại người Bồ Đào Nha vào thế kỷ XVI. Trong Hải chiến Tây Thảo Loan (1522), sau khi đánh bại người Bồ Đào Nhà, quân Minh đã tịch thu những khẩu pháo này và sau đó tiến hành nghiên cứu chế tạo chúng, và đặt tên chúng là "Phật Lang Cơ Pháo", dựa theo cách gọi người Bồ Đào Nha của Trung Hoa thời điểm đó. Ở Trung Quốc và Nhật Bản, súng xoay khóa nòng được đưa vào sau khi Trung Quốc đánh bại người Bồ Đào Nha vào thế kỷ 16. Một vụ đắm thuyền năm 1523 đã đưa vũ khí này đến Trung Hoa, tuy nhiên sự du nhập đã có thể xuất hiện từ sớm hơn. Đã có những tranh luận liên quan đến nguồn gốc của vũ khí này là từ Đồ Đào Nha hay từ đế quốc Ottoman. Có một sự nhầm lẫn giữa việc cho rằng Phật Lang Cơ là tên vũ khí hay là tên của dân tộc. Thực tế cho thấy danh xưng Phật Lang Cơ đại diện cho 2 từ có từ nguyên khác nhau. Danh xưng Phật Lang Cơ chỉ vũ khí được cho là có liên hệ đến loại pháo Prangi của người Ottoman và Farangi của người Timurid. Danh xưng Phật Lang Cơ để chỉ tên dân tộc là không liên quan. :143 Những khẩu pháo Prangi của người Ottoman đã được truyền đến Ấn Độ Dương trước khi những con thuyền của người Ottoman và Bồ Đào Nha đến đây. :242 Thẩm Đức Bồ trong Lịch sử thời Vạn Lịch (萬厲野獲編 - Vạn Lịch dã hoạch biên) đã ghi chép "Kể từ sau thời Hoằng Trị (1488 - 1505), Trung Hoa đã bắt đầu có Phật Lang Cơ pháo". Trong tập 30 về "Hồng Di nhân" có ghi chép "Sau thời Chính Thống (1436 - 1449), Trung Hoa đã sở hữu được Phật Lang Cơ pháo, thứ hỏa pháo kỳ diệu và quan trọng của di nhân". Thẩm Đức Bồ đã đề cập về những khẩu đại pháo đã xuất hiện 60 - 70 năm trước khi người Bồ Đào Nha tiếp cận Trung Hoa. Pelliot cho rằng pháo Phật Lang Cơ đã đến được Trung Hoa trước cả người Bồ Đào Nha. Needham lưu ý rằng pháo nạp hậu đã trở nên quen thuộc ở miền Nam Trung Hoa vào năm 1510, khi hơn 100 khẩu Phật Lang Cơ đã được sử dụng để trấn áp các cuộc nổi loạn. :372
Tại Nhật Bản, lãnh chúa Ōtomo Sōrin dường như là người đầu tiên có được vũ khí này, sớm nhất là vào năm 1551. Năm 1561, người Bồ Đào Nha, liên minh với phiên Otomo trong cuộc vây hãm Moji, đã bắn phá vị trí của đối thủ, có thể bằng pháo xoay khóa nòng. Trong trận Takajō năm 1587, Ōtomo Sōrin đã sử dụng hai khẩu pháo nòng xoay nạp hậu lấy được từ người Bồ Đào Nha. Những khẩu súng này được đặt biệt danh là Kunikuzushi (国崩し "Destroyer of Provinces").
Trong nửa sau thời nhà Minh (tức từ giữa thế kỷ XVI trở đi), loại súng này đã trở nên phổ biến và được quân đội nhà Minh trang bị và sử dụng trong lực lượng pháo binh của mình. Nhiều biến thể của loại pháo này được sản xuất và được sử dụng trong nhiều cuộc chiến tranh và xung đột quân sự, bao gồm cả Chiến tranh Nhân Thìn (1592 - 1598). Cho đến khi những khẩu pháo hạng nặng của người Hà Lan được giới thiệu vào đầu thế kỷ XVII, nhà Minh thậm chí đã có những nỗ lực chế tạo phiên bản lớn hơn của loại súng này.
Súng xoay khóa nòng cũng được sử dụng tại nhiều quốc gia khác. Ở Bali, một khẩu súng đã được tìm thấy thuộc sở hữu của quốc vương Badung đang được trưng bày tại Bào tàng Bali. Nhiều khẩu súng khác cũng được tìm thấy tại Bắc Phi thuộc sở hữu của lực lượng kháng chiến Algeria chống lại quân đội Pháp.
Súng xoay khóa nòng cũng được sử dụng rộng rãi ở Đông Nam Á từ đầu thế kỷ XVI, thậm chí trước cả khi người Bồ Đào Nha và Tây Ban Nha xuất hiện, và tiếp tục được sử dụng như một vũ khí chống bộ binh cho đến cuối thế kỷ XX. Người Mỹ ghi nhận lực lượng chiến đấu người Moro tại Philippine được trang bị những khẩu pháo xoay khóa nòng vào năm 1904. Vào đầu thế kỷ XX, các loại thuyền chiến của Trung Hoa được trang bị các loại pháo xoay nạp tiền và nạp hậu. Các loại súng khóa nòng được gọi là "xà súng khóa nòng", với chiều dài 8 foot (2,4 m) và đường kính 1–2 inch (2,54–5,08 cm) và sử dụng cơ chế bộ gõ để khai hỏa. Dyer c. vào năm 1930 đã ghi nhận việc sử dụng pháo của những người Makassan ở miền Bắc Úc, cụ thể đó là khẩu pháo có khóa nòng bằng đồng với đường kính 2 inch (5,08 cm).
Súng xoay khóa nòng khương tuyến bằng thép đã được chế tạo Hoa Kỳ vào cuối thế kỷ XIX, và được sử dụng trong hệ thống thuộc địa như ở Madagascar.

## Ảnh

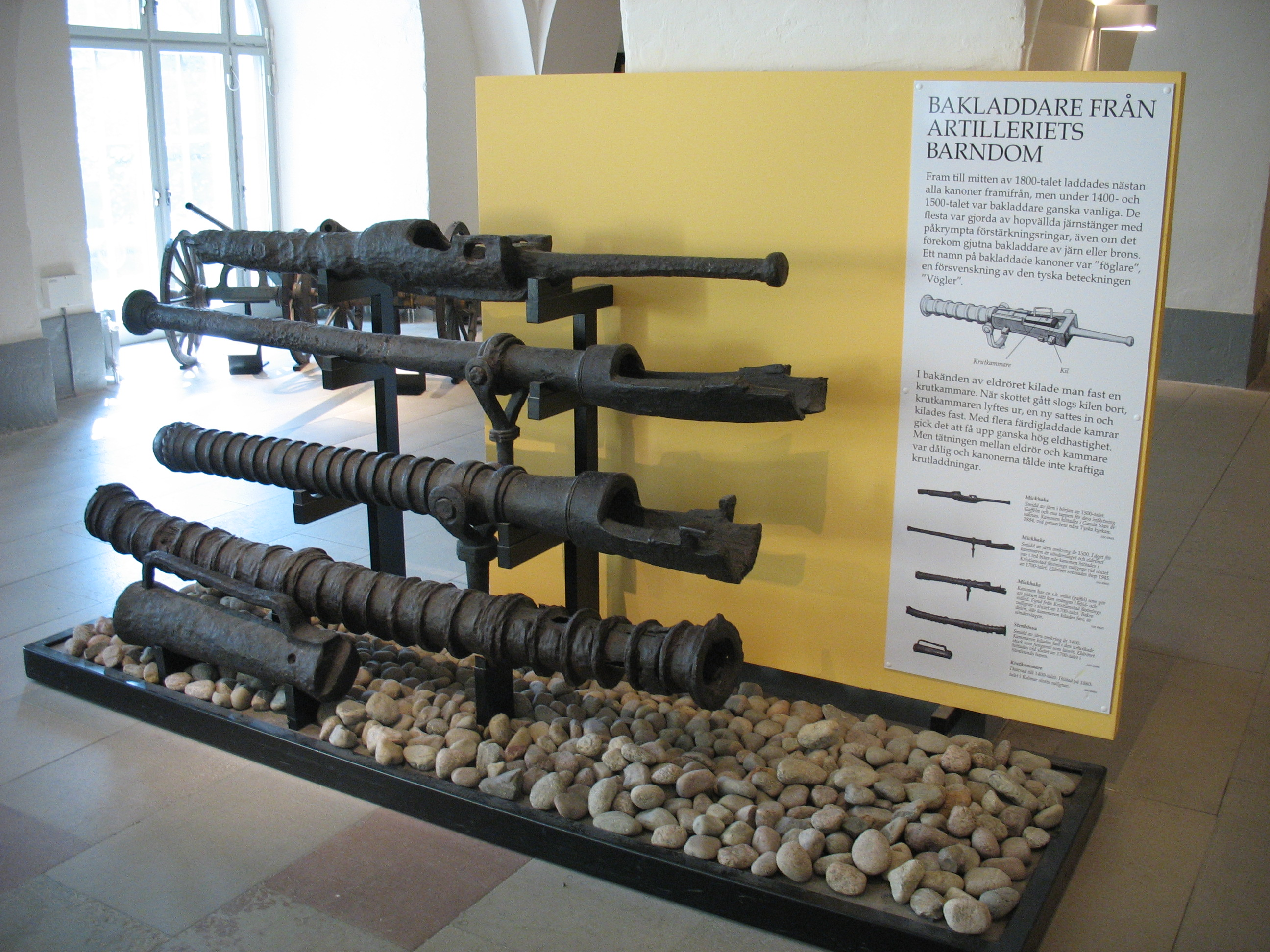
Súng xoay có khóa nòng, thế kỷ XV - XVI. Bảo tàng Quân đội Thụy Điển.
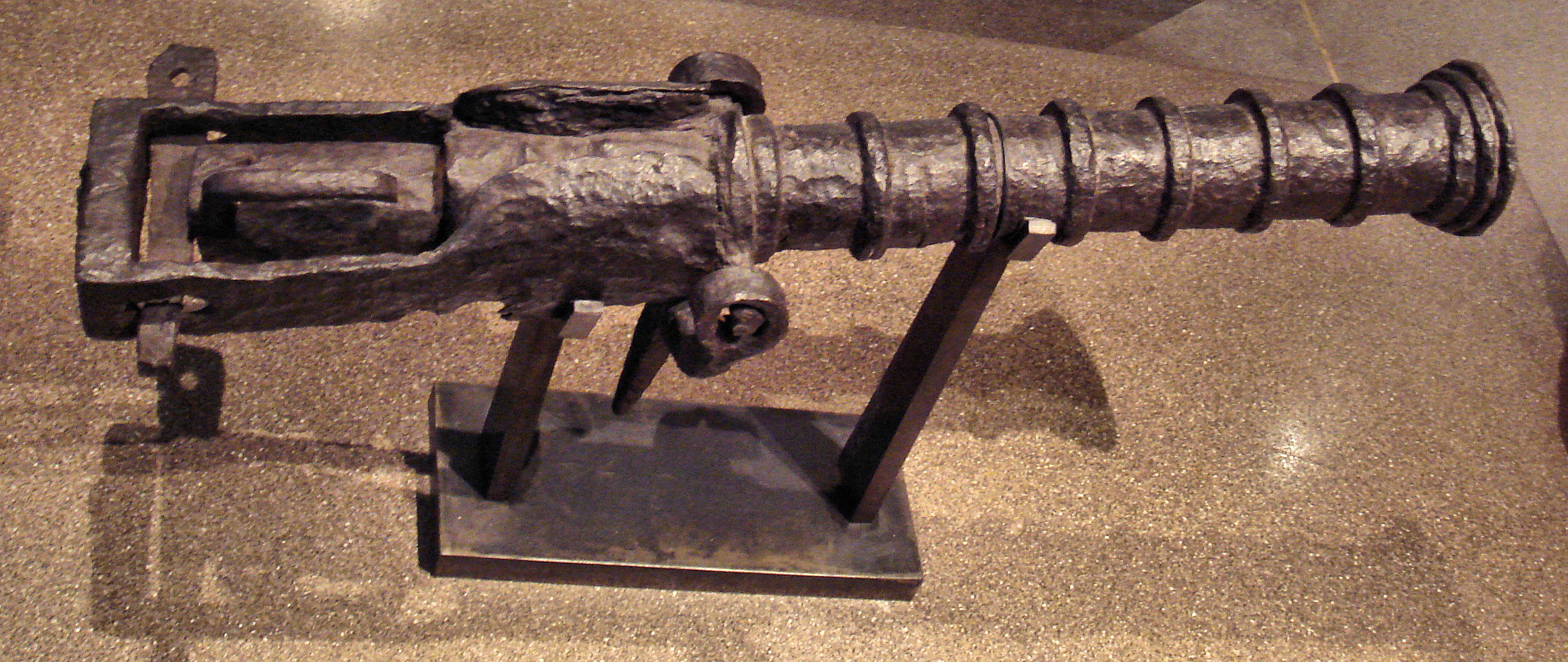
Súng khóa nòng của Pháp từ năm 1410.
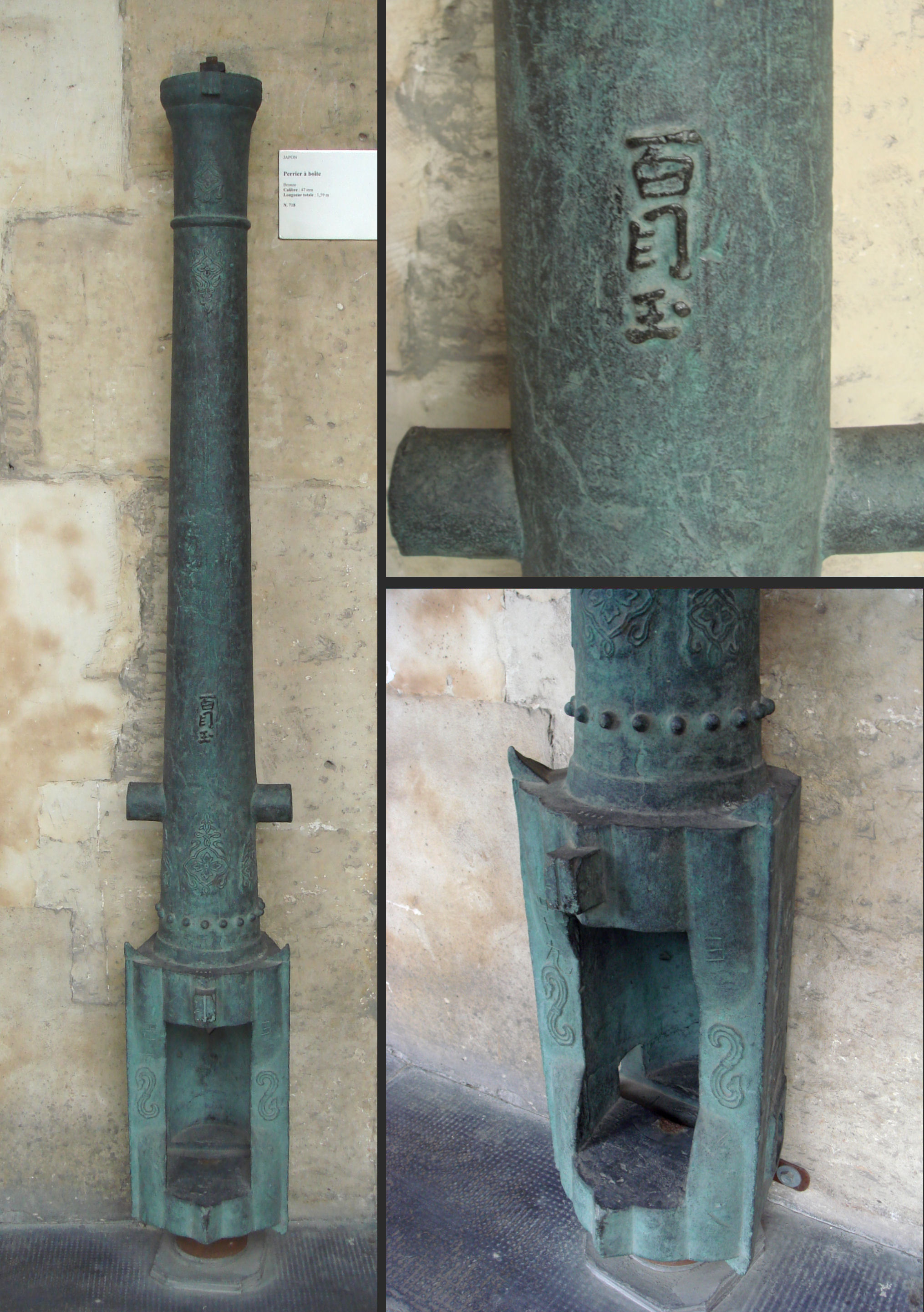
Súng xoay khóa nòng của Nhật. Cỡ nòng: 47 mm, chiều dài: 159 cm.
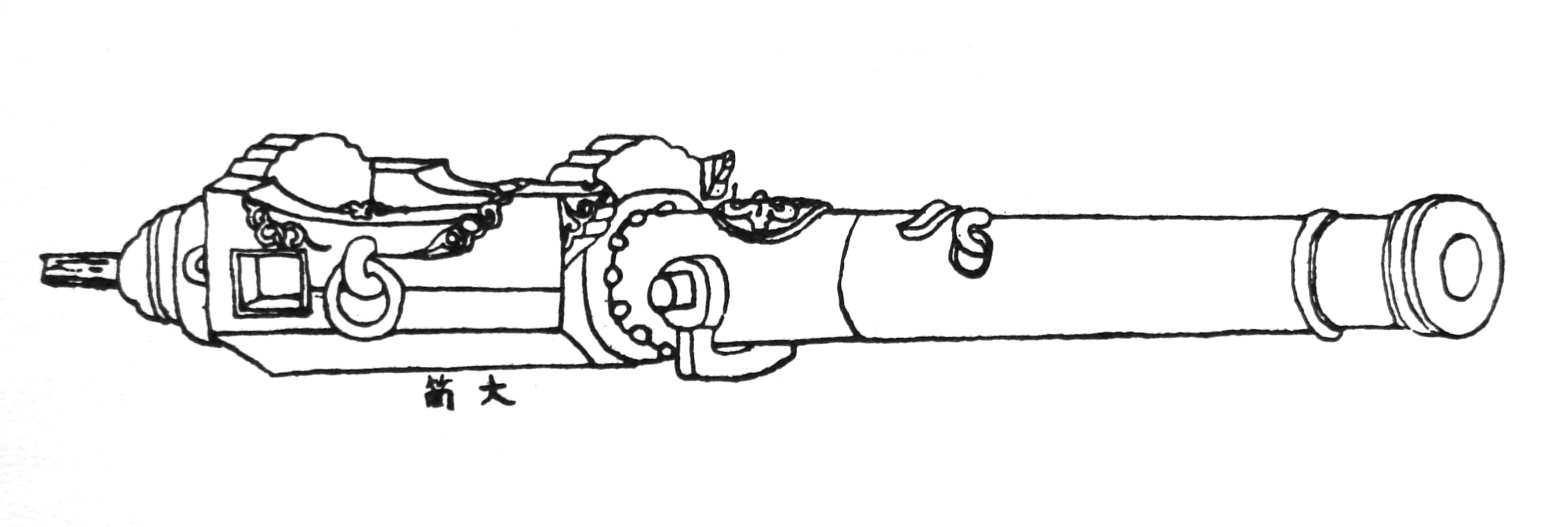
Một khẩu pháo nòng xoay của Nhật Bản có từ thế kỷ XVI, được gọi là Ōzutsu (大 筒, "Big tube").
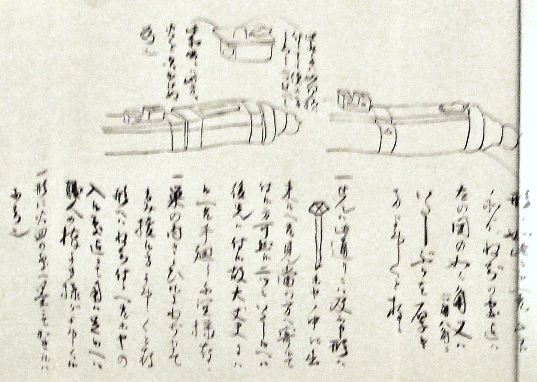
Mô tả cơ chế hoạt động của súng xoay khóa nòng bằng tiếng Nhật, thế kỷ XVI.
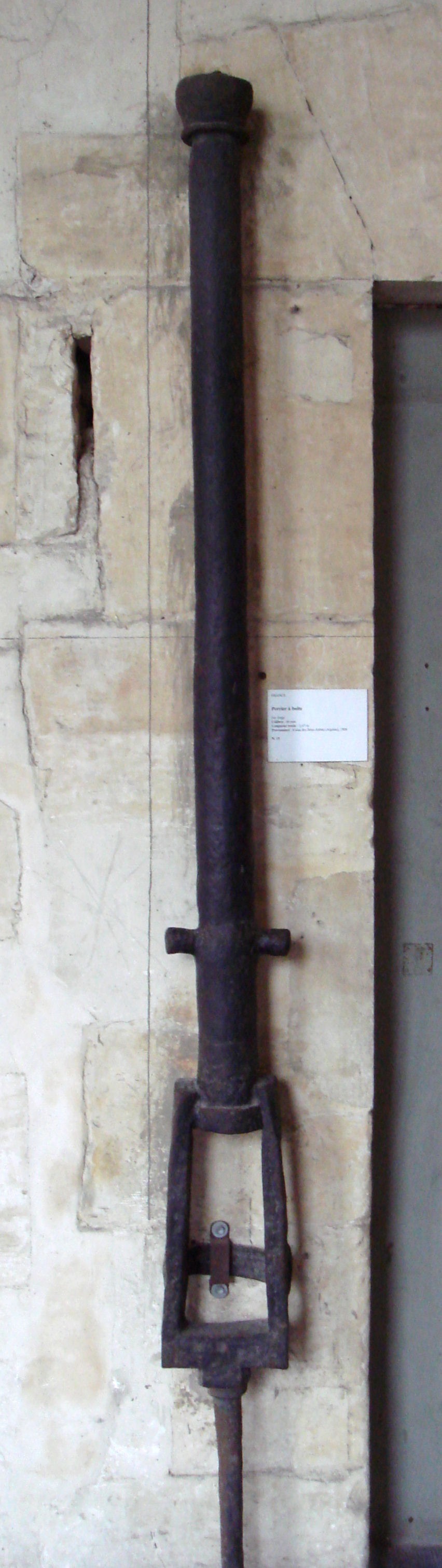
Súng xoay khóa nòng, Algérie, 1906. Cỡ nòng: 60 mm, chiều dài: 247 cm.
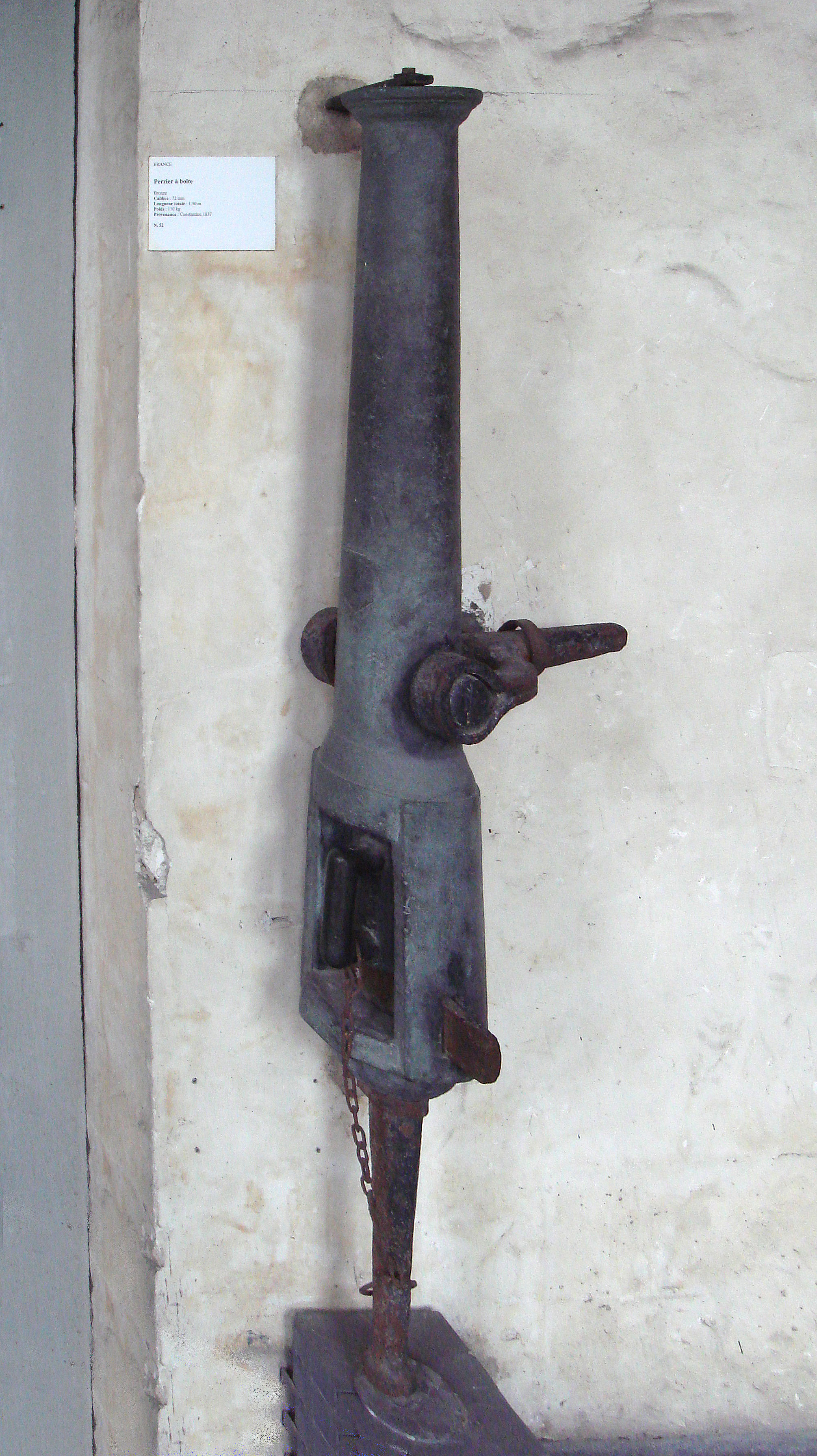
Súng xoay khóa nòng, cỡ nòng: 72 mm, dài: 140 cm, trọng lượng: 110 kg, bị Pháp thu giữ ở Constantine năm 1837.
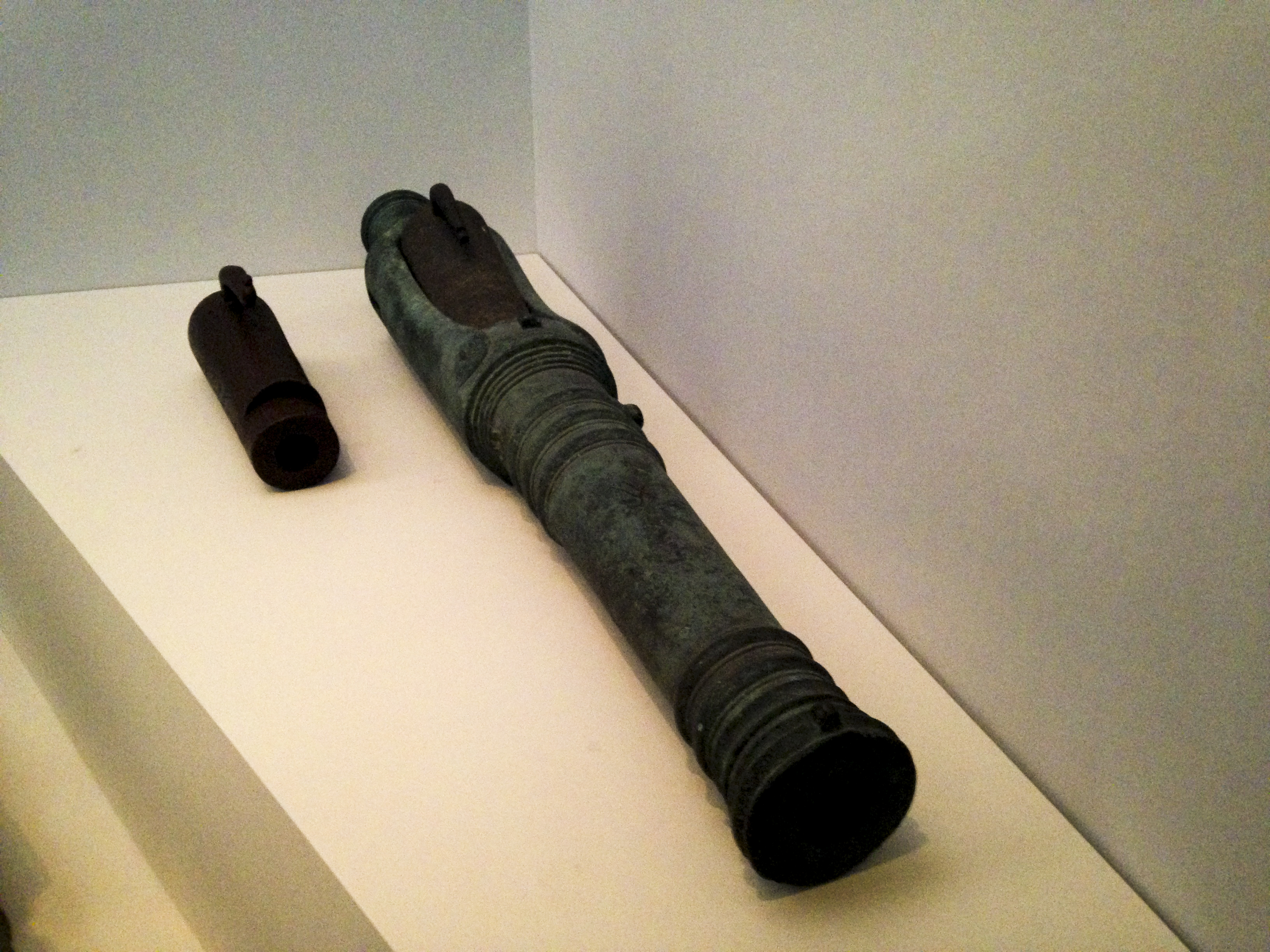
Súng xoay nạp đạn Hàn Quốc có buồng hình cốc
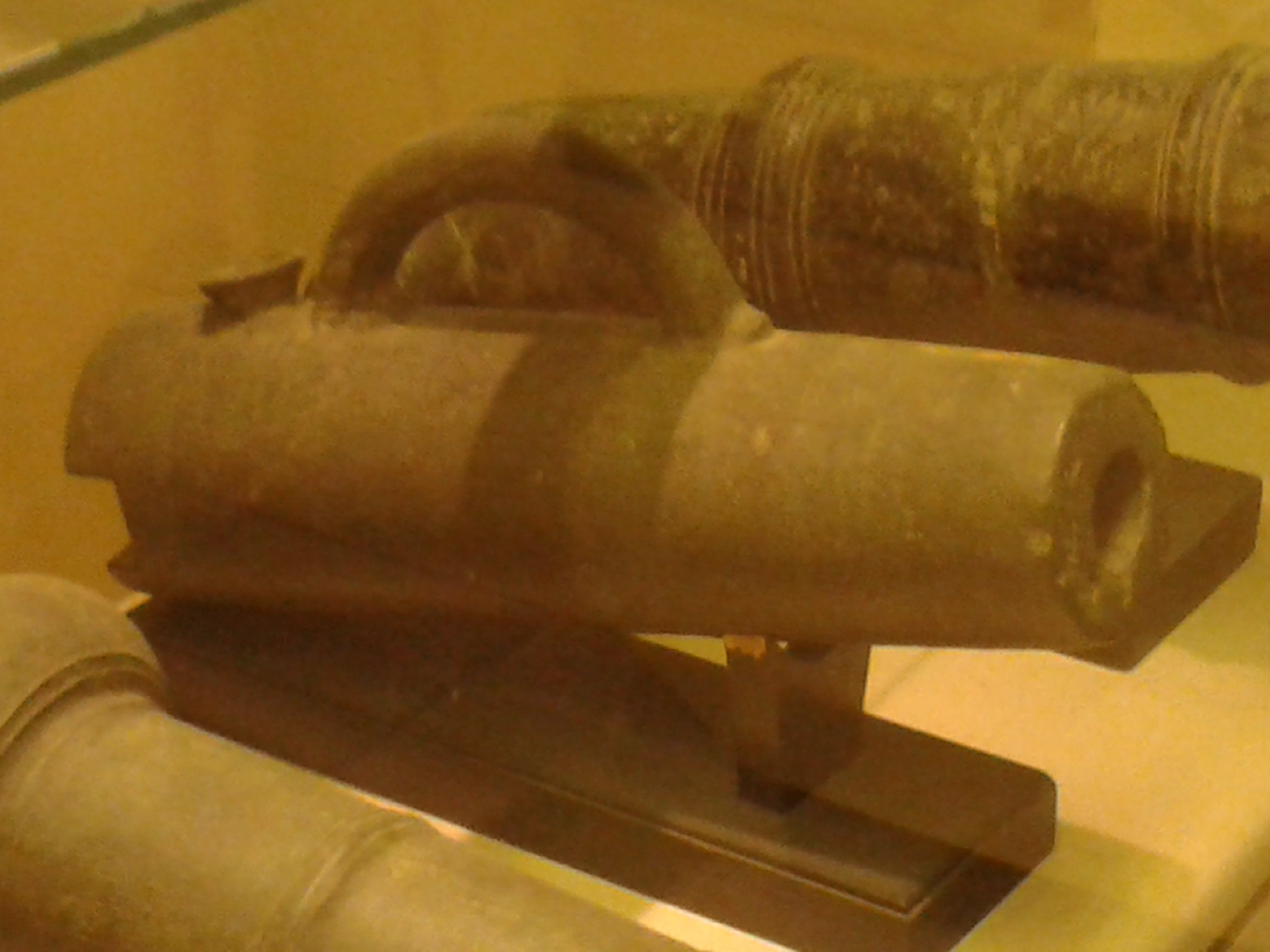
Buồng chứa đạn của pháo Việt Nam, thế kỷ XVII.
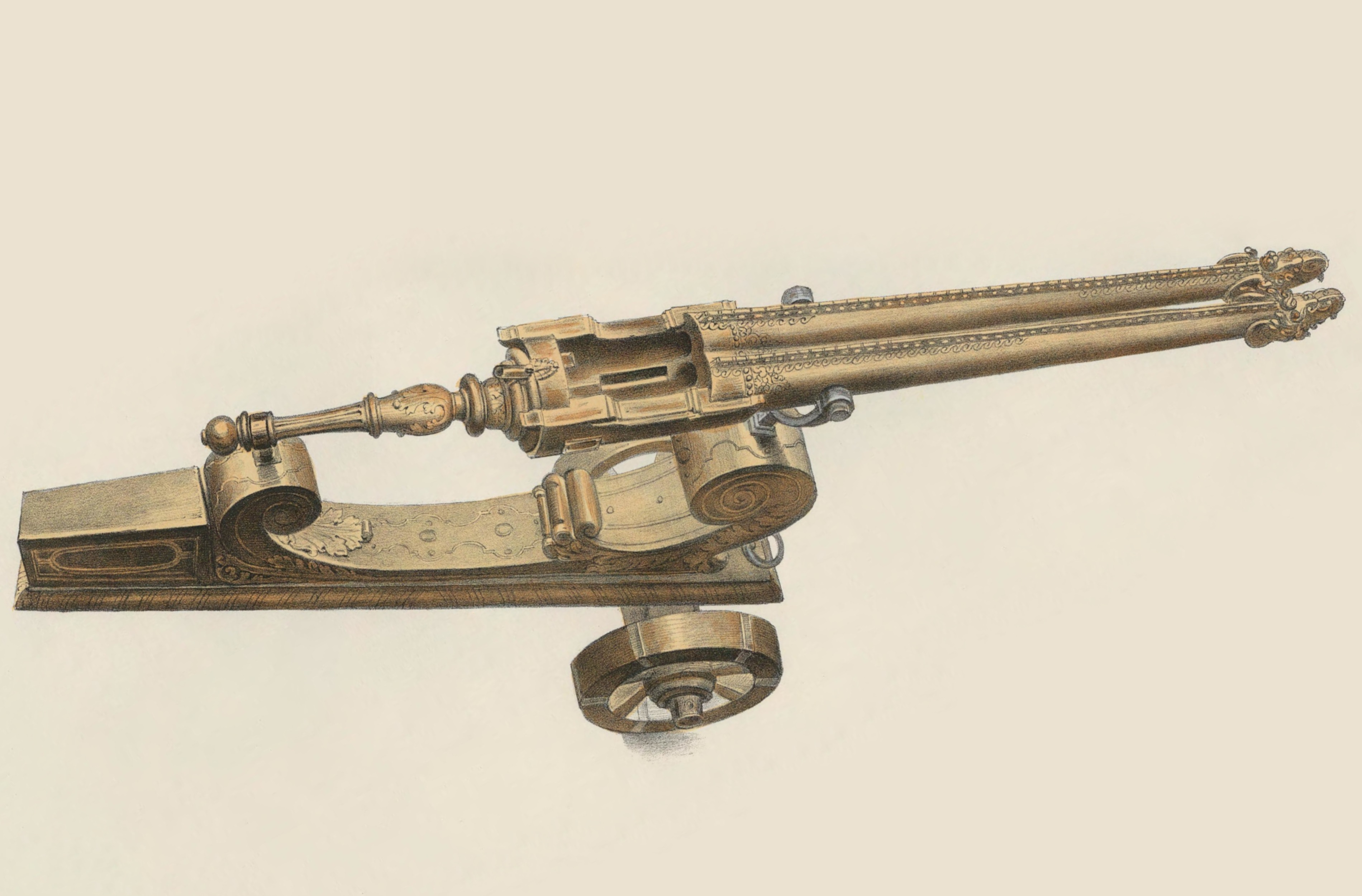
Một khẩu cetbang hai nòng trên một cỗ xe, có chốt xoay, ca. 1522. Miệng súng thần công có hình chữ Nāga của người Java.